# Zoopark Zájezd
Zoopark Zájezd, provozovaný společností Zoopark Zájezd o. p. s., patří k nejmenším zoologickým zahradám v Česku. Nachází se v obci Zájezd, malé vesničce v okrese Kladno poblíž dálnice D7, necelých 17 km severozápadně od centra hlavního města Prahy.
Zoo v obci Zájezd byla zpřístupněna veřejnosti na podzim 2009, oficiálně s licencí Ministerstva životního prostředí ČR od 1. května 2010. Postupně se rozrostla až na dva expoziční areály vzdálené od sebe přibližně 200 metrů. Část U lemurů představuje zejména tropické a subtropické druhy, část U velblouda prezentuje hlavně živočichy z mírného pásu a domácí zvířata. Obsahuje i občerstvení, kavárnu či dětské hřiště.
Otevřeno je každý den, po celý rok. V rámci chovných programů zoopark spolupracuje se zoologickými zahradami v Praze a Plzni. Podaří-li se zajistit dostatek financí a změnit kategorizaci pozemků tak, aby umožnila zřízení trvalých staveb, mohl by se zoopark v Zájezdě rozšířit na plochu přibližně 7 ha.

## Návštěvnost
V roce 2021 byla na podzim překročena dosavadní rekordní návštěvnost, a červenec 2021 se navíc stal nejnavštěvovanějším měsícem v historii zoo. V roce 2021 zoo navštívilo přes 70 tisíc zájemců.

## Rozvoj
2009 – první otevření zooparku pro veřejnost
2010 – oficiální otevření zooparku po udělení licence MŽP
2017 – otevření pavilonu terárií, který obsahuje pravděpodobně největší veřejně přístupnou kolekci chameleonů na světě, další druhy plazů a obojživelníků, menší expozici bezobratlých a expozice vzácných ptáků a savců (pásovce kulovitého, svého času také gundi saharského).
2019 – otevření průchozí voliéry veverek obecných a bažantů zlatých
2020 – zprovoznění zemní nafukovací trampolíny
2021 – otevření nové voliéry papoušků mniších, zpřístupnění návštěvnického koridoru u obnoveného výběhu klokanů
2022 – rozšíření areálu zoo na nové plochy, rozšíření dětského hřiště, otevření nové expozice suchozemských želv, zpřístupnění expozičního celku Latinská Amerika (drápkaté opice, mary), fotovýstava chameleonů, fotovýstava motýlů, Tajemná motýlí zahrada, voliéra sovic sněžních
2023 – nový tropický skleník v expozici Latinská Amerika

## Zaměření
Zoopark Zájezd se specializuje na chov poloopic, především lemurů. Všech šest druhů lemurů se daří chovatelům této zoo pravidelně rozmnožovat. Zoo zároveň disponuje největší veřejnou kolekcí chameleonů (aktuálně takřka 20 druhů). Chameleoni jsou vystavováni ve vnitřním terarijním pavilonu a přes léto rovněž ve venkovních expozicích. V tropickém skleníku se zaměřuje na latinskoamerické vzácně chované ptáky, plazy, obojživelníky i ryby.

## Expoziční celky
- Svět lemurů
- Latinská Amerika (kosmani bělovousí a běločelí, lvíčci zlatohlaví a tamaríni žlutorucí a bělohubí, mary slaništní, tropický skleník s 3 druhy ptáků (květomil modrý, pitpit škraboškový, tangara), 4 druhy plazů (želva  klapavec mexický a ještěři anolis jeskynní, bazilišek zelený, polychrus mramorovaný), 1 druhem obojživelníků (pralesnička brazilská) a 2 druhy ryb)[7]
- Terária (chameleoni a další tropičtí plazi, tropičtí ptáci, pásovec, obojživelníci, bezobratlí)
- Zvířata mírného pásu (korsaci, rysi, veverky, sýčci)
- Dětská zoo
- Evropské suchozemské želvy (letní expozice)
- Motýlí zahrada[8]

## Chované druhy

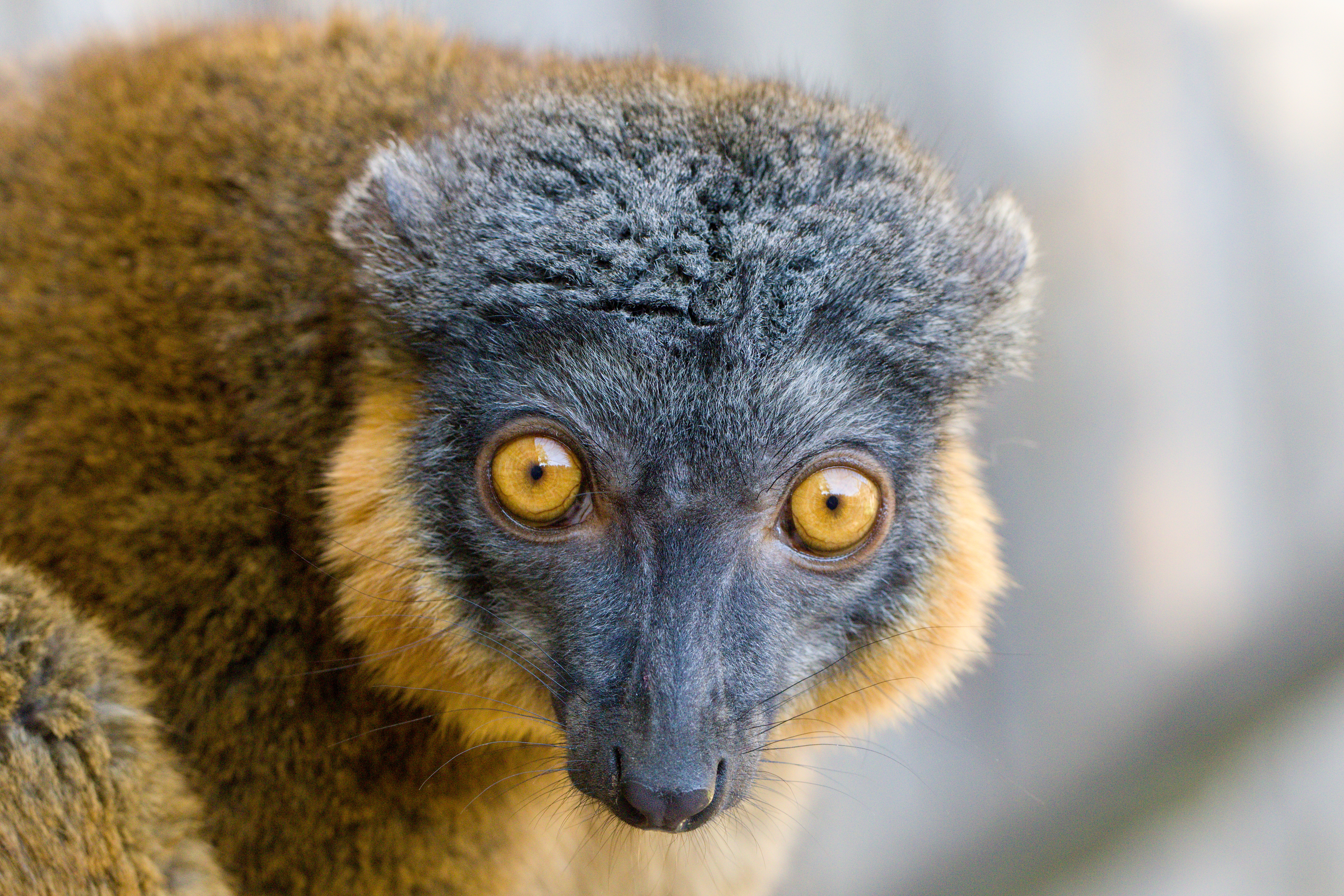
Lemur límcový

Zoo v roce 2023 chovala přibližně 100 druhů zvířat. Mezi chovanými druhy je několik ohrožených vyhynutím v přírodě – např. leguán jedlý (Iguana delicatissima), leguán modravý (Cyclura lewisi) či želva barmská (Geochelone platynota). Návštěvníci mohou v expozicích spatřit mj. pět druhů lemurů, které se pravidelně rozmnožují, čtyři druhy želv, kočkodana severního.
Zoopark mj. také ke konci roku 2020 choval tři druhy felsum.
- Felsuma madagaskarská (Phelsuma m. grandis)
- Felsuma Pasteureova (Phelsuma pasteuri) – jedna ze čtyř zoo v Evropě[11]
- Felsuma Standingova (Phelsuma standingi)

### Zajímavé odchovy
V roce 2021 se podařilo mj. odchovat chameleony kobercové.
V červenci 2021 přišla na svět tři mláďata surikat, která v září téhož roku pokřtil moderátor a komik Nasty.
Na podzim 2021 se vylíhlo šest mláďat krajty královské, která byla přirozeně odchovávána přímo samicí. Ve stejném období se vyhlídlo také šest mláďat vejcožroutů afrických.

### Seznam chovaných druhů
Seznam chovaných zvířat se průběžně mění, a tak tento nemusí být zcela aktuální.

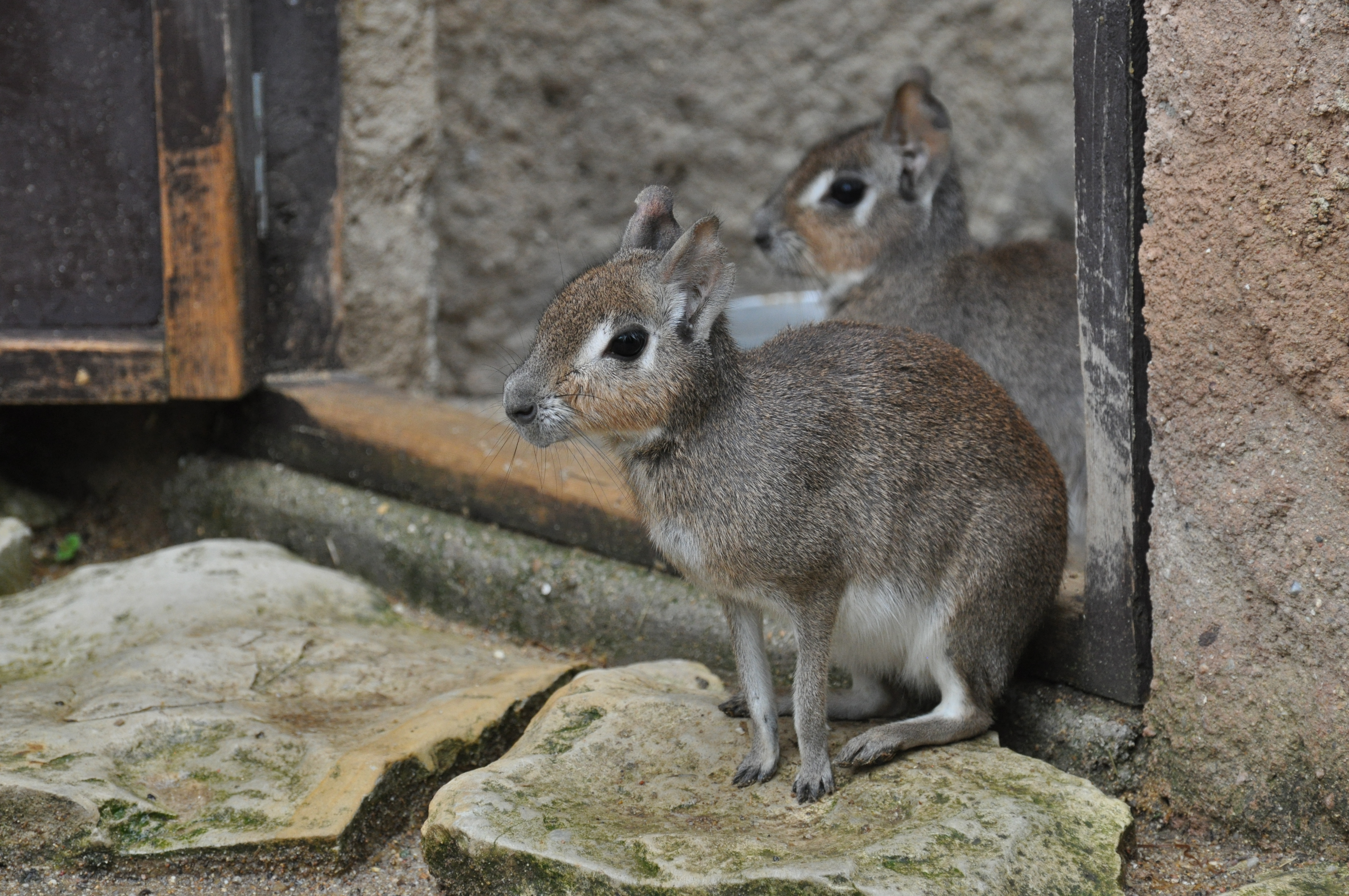
Mara slaništní

### Savci
- kočkodan severní (Miopithecus oguensis), prezentován pod názvem kočkodan talapoin severní
- korsak (Vulpes corsac)
- kosman běločelý (Callithrix geoffroyi)
- kosman bělovousý (Callithrix jacchus)
- koza kamerunská (Capra aegagrus)
- králík divoký (Oryctolagus cuniculus)
- lama alpaka (Vicugna pacos)
- lemur kata (Lemur catta)
- lemur vari (Varecia variegata variegata)
- lemur hnědý (Eulemur fulvus)
- lemur límcový (Eulemur collaris)
- lemur tmavý (Eulemur macaco)
- lvíček zlatohlavý (Leontopithecus chrysomelas)
- mara slaništní (Dolichotis salinicola)
- morče domácí (Cavia aperea f. porcelus)
- ovce ouessantská (Ovis orientalis aries)
- prase domácí (Sus scrofa domestica)
- rys ostrovid (Lynx lynx)
- surikata (Suricata suricatta)
- tamarín bělohubý (Saguinus labiatus)
- tamarín žlutoruký (Saguinus midas)[16]
- velbloud dvouhrbý (Camelus bactrianus)

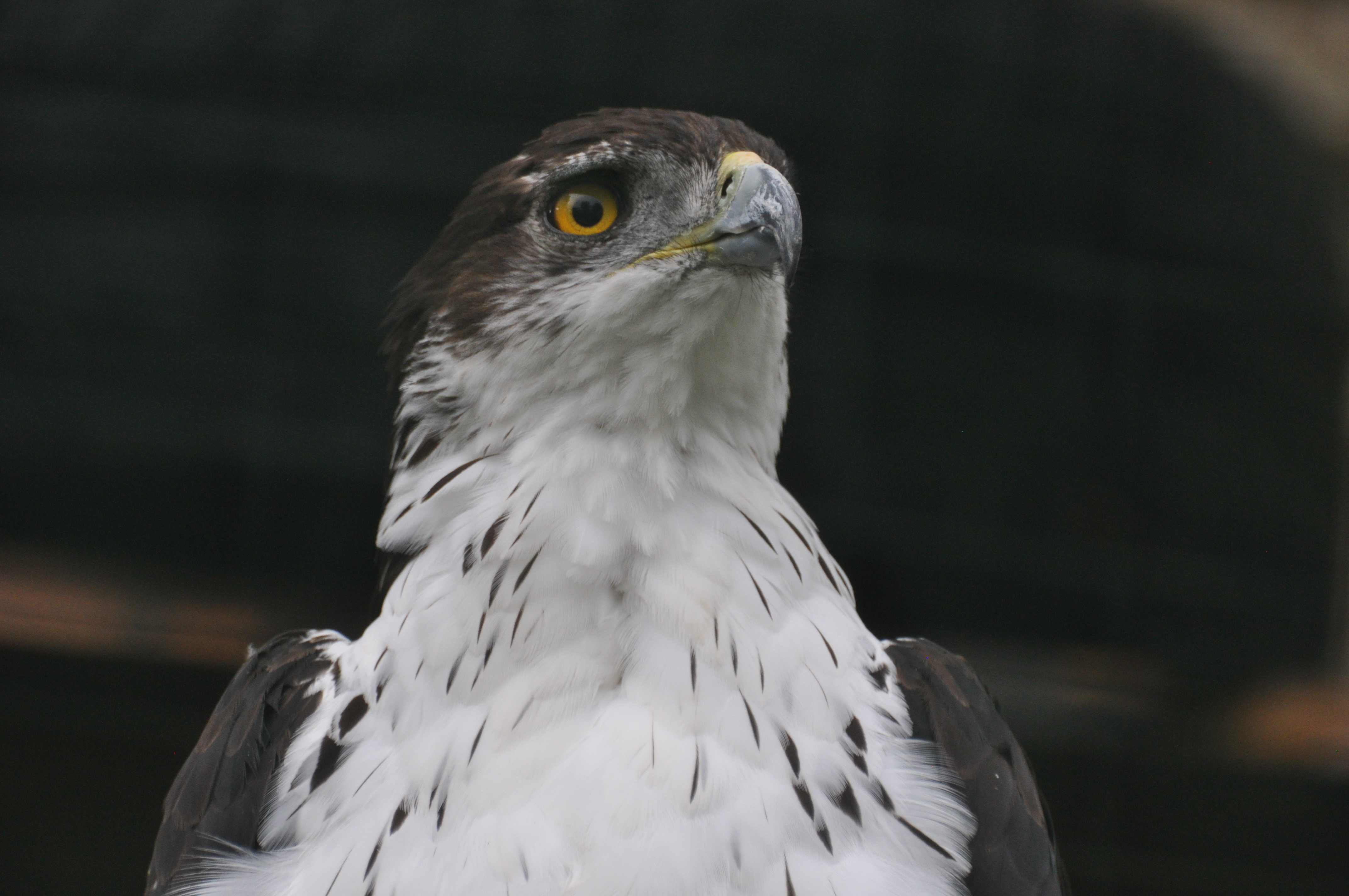
Orel savanový

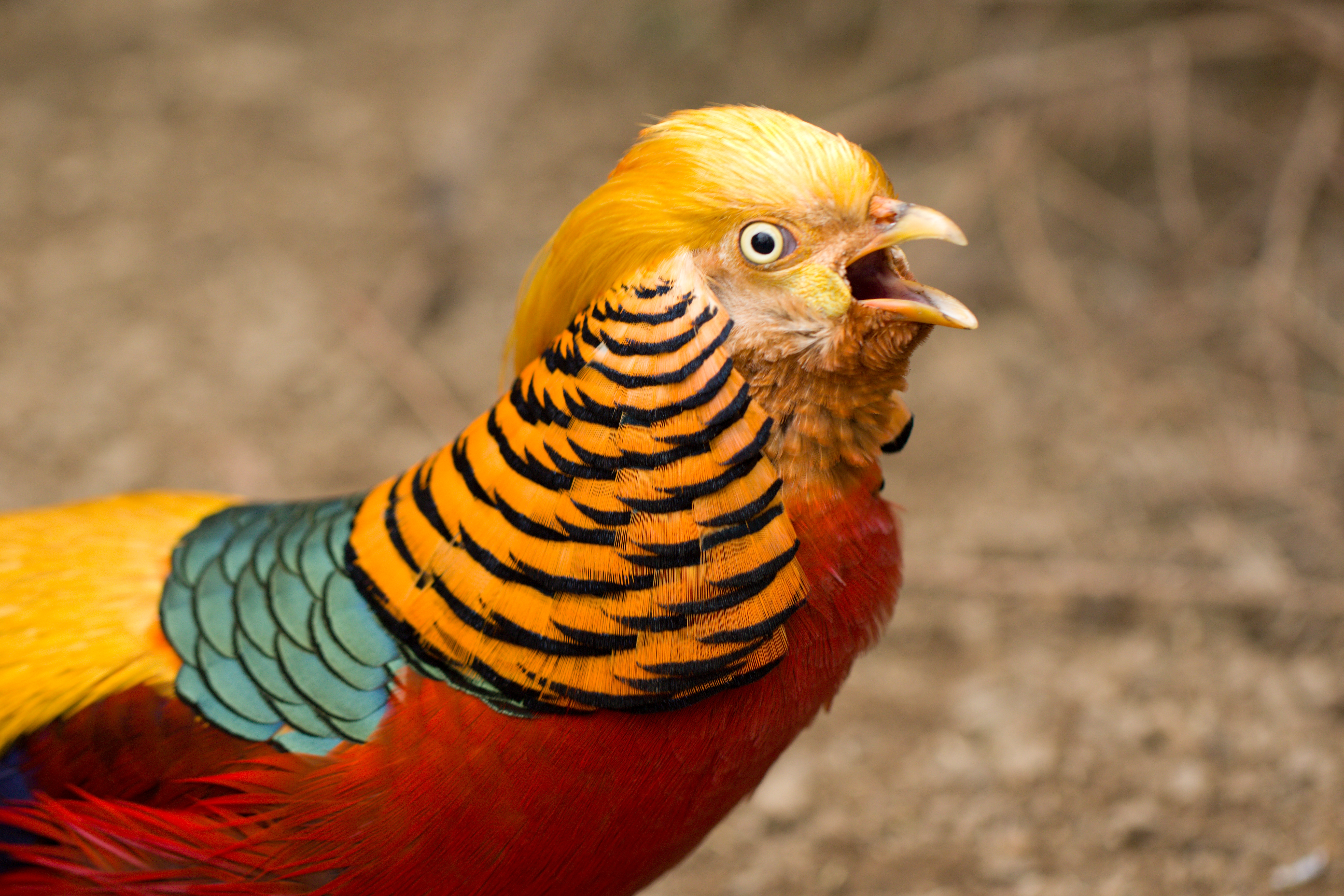
Bažant zlatý

- veverka obecná (Sciurus vulgaris)

### Ptáci
- alexandr malý (Psittacula krameri)
- alexandr velký (Psittacula eupatrid)
- andulka vlnkovaná (Melopsittacus undulatus)
- bažant zlatý (Chrysolophus pictus)
- emu hnědý (Dromaius novaehollandiae)
- káně Harrisova (Parabuteo unicinctus)
- kur domácí – zakrslý (Gallus gallus f. domestica)
- květomil modrý (Cyanerpes cyaneus)
- ledňáček malimbijský (Halcyon malimbica)
- orel savanový (Aquila spilogaster)
- papoušek kouřový (horský) (Polytelis anthopeplus)
- papoušek mniší (Myiopsitta monachus)

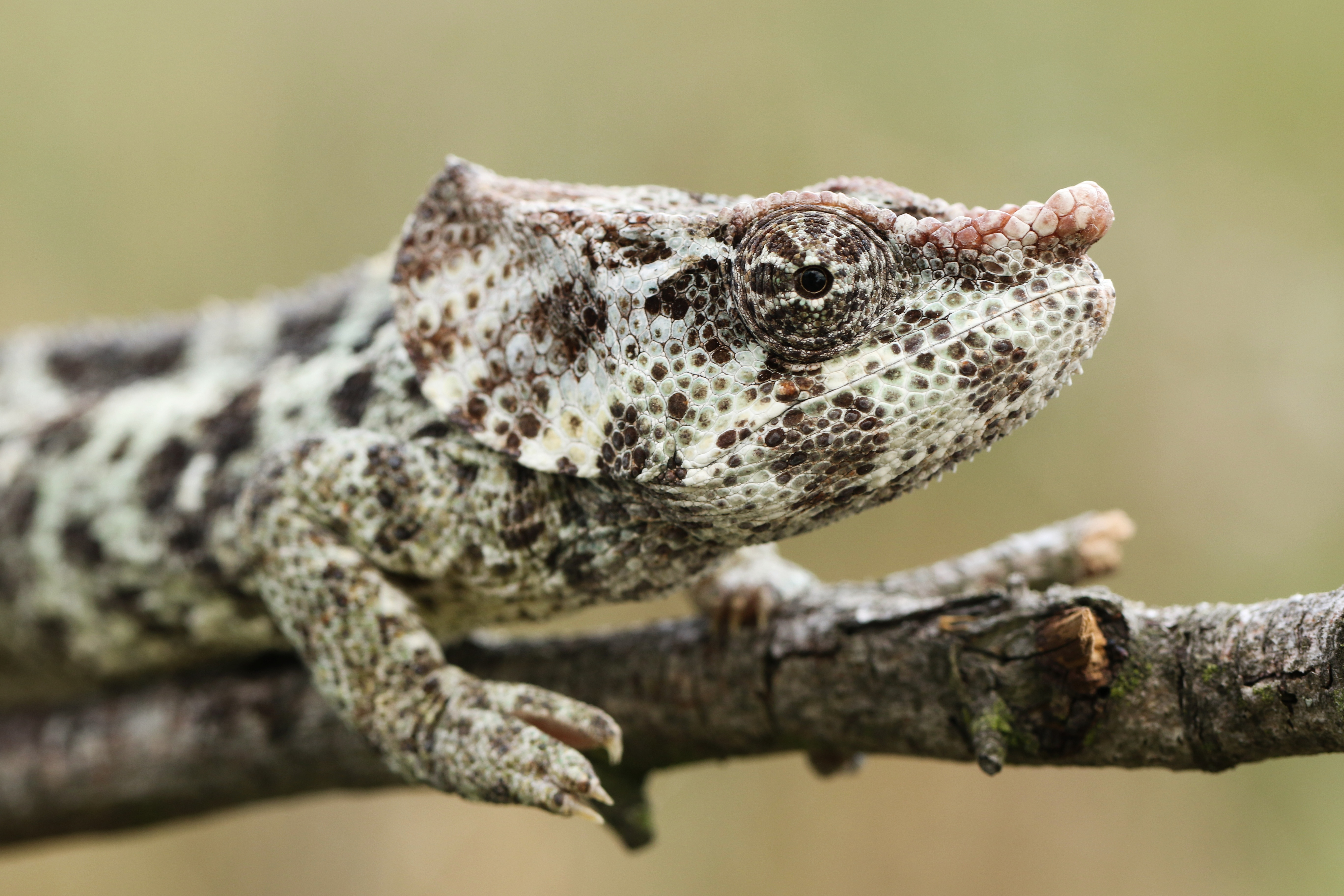
Jeden ze zhruba 20 druhů chameleonů chovaných v Zooparku Zájezd, chameleon krátkorohý (Calumma brevicorne)

- sovice sněžní (Bubo scandiacus)
- sýček obecný (Athene noctua)
- žako šedý (Psittacus erithacus)

### Plazi
- anolis jeskynní (Anolis bartschi)
- bazilišek zelený (Basiliscus plumifrons)
- brokesie Thielova (Brookesia thieli)
- brokesie trnitá (Brookesia stumpffi)
- drakoun chameleoní (Gonocephalus chamaeleontinus)
- felsuma madagaskarská (Phelsuma grandis)
- gekon (Eurydactylodes agricolae)
- gekon obrovský (Gekko gecko)
- chalarodon madagaskarský (Chalarodon madagascariensis)
- chameleon bradavičnatý (Furcifer verrucosus)
- chameleon Elliotův (Trioceros ellioti)
- chameleon Fischerův (Kinyongia fischeri)
- chameleon jemenský (Chamaeleo calyptratus)
- chameleon kobercový (Furcifer lateralis)
- chameleon límcový (Chamaeleo dilepis)
- chameleon Mellerův (Chamaeleo melleri)
- chameleon obrovský (Furcifer oustaleti)
- chameleon pardálí (Calumma parsonii)
- chameleon Parsonův (Calumma parsonii)
- chameleon přilbový (Trioceros hoehneli)
- chameleon třírohý (Trioceros jacksonii)
- chameleon Willsův (Furcifer willsii)
- chameleon západousambarský (Kinyongia multituberculata)
- klapavec mexický (Staurotypus triporcatus)
- krajta královská (Python regius)
- leguán jedlý (Iguana delicatissima)
- leguán modravý (Cyclura lewisi)
- polychrus mramorovaný (Polychrus marmoratus)
- trnorep skalní (Uromastyx acanthinura nigriventris)
- užovka zelená (Opheodrys aestivus)
- vejcožrout africký (Dasypeltis scabra)
- želva barmská (Geochelone platynota)
- želva ostruhatá (Geochelone sulcata)
- želva žlutohnědá jižní (Testudo graeca terrestris)

### Obojživelníci
- mantela zlatá (Mantella aurantiaca)
- pralesnička azurová (Dendrobates azureus)
- pralesnička barvířská (Dendrobates tinctorius)
- pralesnička brazilská (Adelphobates galactonotus)
- rosnička včelí (Phrynohyas resinifictrix)

### Bezobratlí
- kobylka listožravá (Stilpnochlora couloniana)
- pakobylka indická (Carausius morosus)
- saranče stěhovavá (Locusta migratoria)
- sklípkan parahybský (Lasiodora parahybana)
- štír středoasijský (Mesobuthus eupeus)
- šváb syčivý (Gromphadorhina portentosa)

### Dříve chovaná zvířata
- gundi (Ctenodactylus gundi)
- karakal (Caracal caracal)
- mara stepní (Dolichotis patagonum)
- puštík bradatý (Strix nebulosa)
- kraska červenozobá (Urocissa erythrorhyncha)
- hýl obecný (Pyrhula pyrhula)
- felsuma žlutohrdlá (Phelsuma flavigularis) – chována do 2020